# Vilhelm Schrøder
Vilhelm Schrøder (flor. 1760-1791) var en dansk bygmester.
Schrøders herkomst kendes ikke. Han var mesterudlært bygmester og var ansat under Nicolas-Henri Jardin ved opførelsen af Frederiks Kirke. Sammen med en stenhugger, en maler og en gartner blev han udsendt til Marokko af Frederik V 1760, hvor han tegnede bygninger til den danske handelsstation. Hans sparsomme produktion består af det danske generalkonsulat i Mogador, nu Essaouira (fra 1765, arbejde afbrudt 1767, da Det Afrikanske Kompagni blev ophævet); to kornmagasiner i Marrakech; endvidere tegninger og kobberstukne prospekter, facadetegninger og grundplaner af bygninger i Marokko. Konsulatet var udgangspunkt for samarbejdet med den marokkanske sultan Mohamed Ben Abdallah, og herfra opkrævede danskerne bl.a. told for sultanen. I Marokko synes Schrøder at været faldet til og nød et godt omdømme.
Schrøders bevarede bygninger viser ham som en klassicist, der også var sensitiv over for lokale byggetraditioner. Han var en god praktiker og tilføjede eksempelvis i det ene kornmagasin muligheden for at føre kameler med kornsække op på taget, hvorfra kornet kunne hældes direkte ind i loftshuller, således at magasinets ejer, kongen, ikke behøvede at stille den kostbare fødevare til skue.
Sidste omtale af Schrøder er i 1791, hvor han åbenbart efter sin tilbagevenden til Danmark havde svært ved at få udbetalt sin lovede pension. I stedet blev der blandt venner indsamlet penge til Schrøder, som levede en tilbagetrukken tilværelse på landet i sine sidste år. Hans dødsår og -sted er ukendt.
I 2001 kom byen Essaouira - og dermed også Schrøders værker - på UNESCOs Verdensarvsliste, men bygningerne er i forfald.